# Swiss Indoors 1976 - Doppio
Il doppio del torneo di tennis Swiss Indoors 1976, facente parte della categoria Grand Prix, ha avuto come vincitori Frew McMillan e Tom Okker che hanno battuto in finale Jiří Hřebec e Jan Kodeš con il punteggio di 6–4, 7–6, 6–4.

## Teste di serie
1. Frew McMillan /  Tom Okker (Campioni)

1. Jiří Hřebec /  Jan Kodeš (semifinali)

## Tabellone

### Legenda
| - Q = Qualificato - WC = Wild card - LL = Lucky loser | - ALT = Alternate - SE = Special Exempt - PR = Protected Ranking | - w/o = Walkover - r = Ritirato - d = Squalificato |

|  | Quarti di finale               | Quarti di finale               | Quarti di finale             | Quarti di finale | Quarti di finale |  |  | Semifinali                  | Semifinali                  | Semifinali                  | Semifinali              | Semifinali              |                         |   | Finale                | Finale                | Finale                | Finale                | Finale | Finale | Finale |  |
|  |                                |                                |                              |                  |                  |  |  |                             |                             |                             |                         |                         |                         |   |                       |                       |                       |                       |        |        |        |  |
|  | 2                              | Jiří Hřebec Jan Kodeš          | Jiří Hřebec Jan Kodeš        | 6                | 6                |  |  |                             |                             |                             |                         |                         |                         |   |                       |                       |                       |                       |        |        |        |  |
|  |                                | Pierre Barthes Raymond Moore   | Pierre Barthes Raymond Moore | 3                | 0                |  |  | Jiří Hřebec Jan Kodeš       | Jiří Hřebec Jan Kodeš       | Jiří Hřebec Jan Kodeš       | 6                       | 6                       |                         |   |                       |                       |                       |                       |        |        |        |  |
|  | Dick Crealy Karl Meiler        | Dick Crealy Karl Meiler        | 6                            | 1                | 7                |  |  | Dick Crealy Karl Meiler     | Dick Crealy Karl Meiler     | Dick Crealy Karl Meiler     | 3                       | 2                       |                         |   |                       |                       |                       |                       |        |        |        |  |
|  | Peter Kanderal Dimitri Sturdza | Peter Kanderal Dimitri Sturdza | 4                            | 6                | 5                |  |  |                             |                             |                             |                         |                         |                         |   | Jiří Hřebec Jan Kodeš | Jiří Hřebec Jan Kodeš | Jiří Hřebec Jan Kodeš | Jiří Hřebec Jan Kodeš | 4      | 6      | 4      |  |
|  | Colin Dowdeswell Paul Kronk    | Colin Dowdeswell Paul Kronk    | 6                            | 4                | 7                |  |  |                             |                             | Frew McMillan Tom Okker     | Frew McMillan Tom Okker | Frew McMillan Tom Okker | Frew McMillan Tom Okker | 6 | 7                     | 6                     |                       |                       |        |        |        |  |
|  | Lito Álvarez Rolf Thung        | Lito Álvarez Rolf Thung        | 2                            | 6                | 6                |  |  | Colin Dowdeswell Paul Kronk | Colin Dowdeswell Paul Kronk | Colin Dowdeswell Paul Kronk | 6                       | 5                       |                         |   |                       |                       |                       |                       |        |        |        |  |
|  | 1                              | Frew McMillan Tom Okker        | Frew McMillan Tom Okker      | 6                | 6                |  |  | Frew McMillan Tom Okker     | Frew McMillan Tom Okker     | Frew McMillan Tom Okker     | 7                       | 7                       |                         |   |                       |                       |                       |                       |        |        |        |  |
|  |                                | Herve Gauvain Bernard Mignot   | Herve Gauvain Bernard Mignot | 4                | 2                |  |  |                             |                             |                             |                         |                         |                         |   |                       |                       |                       |                       |        |        |        |  |